# Windawa II
Windawa II (łot. Ventspils II, ros. Вентспилс II) – stacja kolejowa w miejscowości Stacija "Ventspils 2", w gminie Windawa, na Łotwie. Położona jest na linii Windawa - Tukums.